# Гаджиев, Рамиль Газанфарович
Рамиль Газанфарович Гаджиев (укр. Гаджиєв Газанфарович Раміль, род. 18 ноября 1997, Одесса, Одесская область, Украина) — украинский профессиональный боксер в суперсреднем весе. Является неоднократным чемпионом Украины (2011—2014 г.г.), победитель турнира сильнейших боксёров Украины 2011, серебряным призёром Международного турнира класса «А» среди юниоров 2012 в Баку (Азербайджан), вице-чемпионом Европы среди кадетов в г. Грозный 2011 года, чемпионом мира среди юниоров 2013 года, бронзовым призёром на чемпионате мира 2014 года, чемпион Юношеских Олимпийских Игр. Обладатель титула чемпиона мира молодёжи по версии WBC и обладатель титула WBC International Silver.

## Биография
Отец Гаджиев Газанфар Мамедсафа оглы, родился в Азербайджане.
Рамиль Гаджиев родился в Одессе, Украина. Будучи ребёнком, Рамиль всегда увлекался спортом, был активным. В 6 лет отец отдал его на бокс, мечтая о том, чтобы сын стал чемпионом мира. Рамиль окончил 62 школу, после чего полностью посвятил себя спорту и карьере. Первым тренером юного боксёра был Пантелеев Ростислав Владимирович.

## Любительская карьера
Юный боксёр представляет Одесское областное физкультурно-спортивное общество «Спартак», личный тренер Ростислав Пантелеев.
2010 год. Участвовал в Чемпионате Европы в Болгарии
2011 год. Выступал в весовой категории до 56 кг. Серебряный призёр чемпионата Европы в Грозном (Республика Чечня, Россия) среди школьников в весовой категории до 56 килограммов. Первый большой дебют боксёра и начало успешной карьеры.
2012 год. Перешёл в категорию юниоров и выиграл все плановые турниры.
2013 год. Рамиль Гаджиев получил первую золотую награду на Чемпионате мира по боксу среди юниоров, проходившем в Киеве. В первом же раунде он отправил своего соперника в нокдаун, тем самым показав решимость стать чемпионом. В результате боксёр сборной Казахстана Кадырбек Садырбек уступил Рамилю со счётом 3:0. Это, несомненно, показало, решительность и упорство юного боксёра.
2014 год. Рамиль Гаджиев в весовой категории до 75 кг стал чемпионом II Юношеских Олимпийских игр 2014 года. На пути к финалу воспитанник Ростислава Пантелеева одолел представителей Австралии, Узбекистана. В финальном поединке Гаджиев одержал победу единогласным решением судей (трижды 30-27) над действующим чемпион мира россиянином Дмитрием Нестеровым.
«В целом, это незабываемое впечатление — я был на разных соревнованиях, но на Олимпиаде царит особая атмосфера, — говорит Рамиль.- Хотел бы я ещё раз прочувствовать те же эмоции.»
2015 год. Стал победителем чемпионата Украины по боксу среди молодёжи, который прошёл в городе Хмельницком. Рамиль Гаджиев выиграл у харковчанина Владислава Роленко — 2:1. Чемпионат собрал более 200 боксёров из всех областей Украины, которые бились не только за медали, но и право попасть в состав молодёжной сборной и представлять страну на ведущих мировых и европейских соревнованиях.

## Профессиональная карьера
2015 год. Рамиль Гаджиев подписывает контракт с американской промоутерской компанией Fight Promotions. Юному победителю II Юношеских Олимпийских игр всего 17 лет. Рамиль Гаджиев удачно дебютировал на профессиональном ринге, на вечере бокса в Украине от Fight Promotions, Inc. уверенно разобравшись за неполных два раунда со своим соотечественником Павлом Шаруном (0-2, 0 КО). Уже в первом раунде 17-летний Гаджиев дважды отправил Шаруна в нокдаун, а во втором Павел ещё четыре раза оказывался на помосте ринга, после чего рефери Владимир Фесечко остановил бой и зафиксировал победу Рамиля Гаджиева техническим нокаутом.
«Рамилю Гаджиеву только 17 лет, у него неординарный талант, — говорит президент Fight Promotions Макс Альперович. — Он быстрый, техничный и сильный боец. По таланту он не уступает Василию Ломаченко. Лично мне он напоминает Роя Джонса. Уверяю, у него очень большое и светлое будущее, в Америке Рамиль Гаджиев станет суперзвездой».
2017 год. В Москве состоялся бой за титул Чемпиона мира среди молодёжи по версии WBC, где Рамиль Гаджиев победил Аро Шварца.
2018 год. Рамиль Гаджиев стал обладателем титула WBC International Silver, одержав победу над 27-летним мексиканцем Бруно «Tiburón» Сандовалом. В конце второй минуты 8 раунда следует третье падение мексиканца от дюжины ударов Рамиля. Так, Рамиль Гаджиев побеждает техническим и становится новым чемпионом WBC International Silver.

### Защита титула Чемпиона мира среди молодёжи по версии WBC
Чемпионом мира 20-летний украинец стал в прошлом поединке, одержав победу над Аро Шварцем Архивная копия от 11 января 2021 на Wayback Machine (15-5, 11 КО) в Москве. Решающий бой, на кону которого стоял титул чемпиона мира среди молодёжи по версии WBC, проходил в Баку. Украинский суперсердневес Рамиль Гаджиев (7-1-1, 4 КО) нокаутировал аргентинца Матео Дармиана Архивная копия от 13 мая 2021 на Wayback Machine (27-20-3, 8 КО) во 2-м раунде, успешно защитив титул.

### Шоу Usyk-17 Promotions
10 апреля 2021 года в Киеве бывший абсолютный чемпион, украинец Александр Усик представил второй вечер бокса от своей промоутерской компании Usyk17 Promotion. В рамках вечера прошло 8 поединков. В большинстве из них выступали украинские проспекты, которые делают свои первые шаги на профессиональном ринге, в том числе и абсолютные дебютанты.
В главном событии вечера выступили победитель юношеских Олимпийских игр украинский проспект суперсреднего веса Рамиль Гаджиев. Оппонент Гаджиева — белорусский джорнимен Иван Мурашкин Архивная копия от 13 мая 2021 на Wayback Machine.
В главном поединке вечера 10 апреля в Киеве одессит Рамиль Гаджиев (12-1-1, 7 КО) одержал победу единогласным решением судей над Иваном Мурашкиным (6-7-1, 2 КО) из Белоруссии. По итогу восьми раундов судьи единогласно отдали победу Гаджиеву. Архивная копия от 13 мая 2021 на Wayback Machine